# Newport County A.F.C.
Câu lạc bộ bóng đá Newport County (tiếng Wales: Clwb Pêl-droed Cymdeithas Sir Casnewydd) là một câu lạc bộ bóng đá chuyên nghiệp ở Newport, South Wales. Đội thi đấu ở League Two, cấp độ 4 của hệ thống giải bóng đá Anh. Màu sắc sân nhà thông thường của câu lạc bộ là áo màu hổ phách và quần đen.
Được thành lập vào năm 1912, câu lạc bộ bắt đầu hoạt động ở Southern League trước khi được mời trở thành thành viên sáng lập của Football League Third Division vào năm 1920. Họ đã thất bại trong cuộc bầu cử lại vào năm 1931, nhưng đã được bầu lại vào Football League vào năm tiếp theo. Họ gặp khó khăn trong vài mùa giải tiếp theo, nhưng đã đăng quang chức vô địch Third Division South vào mùa giải 1938-39. Chiến tranh thế giới thứ hai có nghĩa là họ phải đợi đến mùa giải 1946-47 để có được vị trí trong Second Division, mặc dù họ đã xuống hạng vào cuối chiến dịch. Họ bị xuống hạng khỏi Third Division năm 1962. Trong mùa giải 1979-80, dưới sự dẫn dắt của huấn luyện viên Len Ashurst, đội đã giành quyền thăng hạng khỏi Fourth Division và lần đầu tiên vô địch Cúp bóng đá Wales. Đội đã lọt vào tứ kết của UEFA Cup Winner's Cup vào năm sau. vào những năm 1980, họ gặp khó khăn về tài chính với việc rớt hạng hai lần khiến họ mất vị trí trong Football League vào năm 1988 và câu lạc bộ ngừng hoạt động vào tháng 2 năm 1989.
Câu lạc bộ đã cải tổ nhưng ban đầu không thể chơi trên sân nhà của họ tại Somerton Park, vì vậy đã chọn biệt danh là "The Exiles" (Những người lưu vong). Đội ngay lập tức vô địch Hellenic League mùa giải 1989-90 và được thăng hạng ra khỏi Southern League Midland Division mùa giải 1994-95. Khi chơi tại Sân vận động Newport, họ đã bị xuống hạng khỏi Premier Division vào năm 1997, trước khi giành quyền thăng hạng khỏi Midland Division một lần nữa vào năm 1998-99. Được xếp ở Conference South năm 2004, đội tiếp tục lên ngôi vô địch mùa 2009-10 và sau khi chuyển đến Rodney Parade vào năm 2012, đội trở lại Football League sau 25 năm vắng bóng sau khi giành chiến thắng trong trận chung kết play-off của Conference National năm 2013.

## Lịch sử

### 1912-1988

#### Vượt lên qua các giải đấu
Newport County, ban đầu có biệt danh là The Ironsides do Newport là quê hương của các công trình thép của Lysaght's Orb Works, bắt đầu tham gia giải Southern League vào năm 1912 tại Somerton Park. Tên chính thức của câu lạc bộ là Câu lạc bộ bóng đá Hiệp hội Quận Newport & Monmouth, mặc dù cái tên Newport County ngắn hơn đã sớm được thông qua. Câu lạc bộ được cải tổ vào năm 1919 và lần đầu tiên được bầu vào Football League năm 1920. Họ không được bầu lại sau mùa giải 1930-31 nhưng được gia nhập lại mùa giải 1932-33. Sau gần 20 năm ở Third Division South, câu lạc bộ cuối cùng cũng giành được quyền lên hạng Second Division với tư cách là nhà vô địch vào năm 1939 dưới thời huấn luyện viên Billy McCandless.

#### Second Division

Bảng xếp hạng các thứ hạng từng năm của Newport County trong hệ thống các giải bóng đá Anh.

Người ta đặt nhiều hy vọng rằng đội vô địch có thể thịnh vượng ở Second Division, nhưng chỉ có ba trận được chơi trong  do Chiến tranh thế giới thứ hai bùng nổ. Newport County đã có trận hòa 1-1 với Tottenham Hotspur và chiến thắng 3-1 trước Southampton, xếp thứ 9 trên 22 đội trong mùa giải bị hủy bỏ. War League hoạt động trong phần còn lại của mùa giải 1939-40 và County đứng thứ 10 ở South-West Division.
Sau chiến tranh, câu lạc bộ đã cải tổ và thi đấu tại Football League South tạm thời cho mùa giải 1945-46. Khi giải bóng đá vô địch quốc gia trở lại vào mùa giải 1946-47 Newport tiếp tục trở lại Second Division nhưng đội đã tái định hình phải chịu một loạt thất bại - bao gồm cả trận thua 13-0 kỉ lục trước Newcastle United. Cầu thủ của Newcastle, Len Shackleton nhận xét "họ đã may mắn nhận được con số không". Bất chấp những chiến thắng trước Coventry City, Sheffield Wednesday và Fulham, câu lạc bộ cần 4 chiến thắng trong 4 trận gần nhất để có hy vọng an toàn. Bất chấp chiến thắng phục thù trước Newcastle United, các thất bại trước Birmingham City, Luton Town và Manchester City đã đóng dấu số phận của họ. County xếp cuối Second Division và xuống hạng.

#### Third Division
Newport vào đến Vòng Năm của Cúp FA 1948-49 dưới thời Tom Bromilow, vòng đấu xa nhất mà đội đã đi trong cuộc thi. Đội chỉ để thua sát nút 3-2 trên sân khách trước Portsmouth, đội lọt vào bán kết Cúp FA và nhà vô địch First Division mùa giải đó.
Sau 11 mùa giải tiếp theo ở Third Division South, câu lạc bộ suýt nữa đã tránh được một lần xuống hạng hiệu quả với việc thành lập Fourth Division cho mùa giải 1958-59. 12 đội cuối bảng từ Third Division North và South được xếp vào giải đấu mới, phần còn lại lập nên giải Third Division hồi sinh. County đã tránh được số phận này chỉ với bốn điểm. Tuy nhiên, vào năm 1962, với chỉ bảy trận thắng trong cả mùa giải, câu lạc bộ đã phải xuống hạng đến Fourth Division - ngôi nhà của đội trong 18 năm tiếp theo.

#### Fourth Division
Billy Lucas có lần đầu tiên trong ba lần trở thành huấn luyện viên của Newport County từ năm 1953 đến năm 1961. County lọt vào vòng Bốn của Cúp FA 1956-57 để thua Arsenal 2-0 trước 20.000 khán giả tại Somerton Park. Tại Cúp FA 1958-59, County đối mặt với Tottenham Hotspur ở vòng Bốn. Trận đấu diễn ra trong điều kiện tuyết rơi dày trên sân White Hart Lane, và mặc dù County thua 4-1, bàn thắng của họ đến từ một nỗ lực đáng kinh ngạc ở cự ly 35 yard của hậu vệ Ken Hollyman. Điều này làm cho tỷ số 1-2, mang lại cho County hy vọng rằng họ có thể gây khó chịu cho đoàn quân của Bill Nicholson (đội có cú đúp danh hiệu một năm sau đó). Tuy nhiên, hai bàn thắng muộn cho Tottenham đã chấm dứt hy vọng kéo được một kết quả sốc của County. County lại đối đầu với Tottenham ở Vòng Ba Cúp FA 1959-60 tại Somerton Park trước một đám đông kỷ lục 24.000 người ở giải cúp, lần này thua 4-0.
Vào tháng 1 năm 1964, dưới thờir Billy Lucas trong lần thứ hai làm huấn luyện viên, County gặp một đội bóng nổi tiếng khác - Burnley, vô địch Division One 1960 và á quân 1962 - ở vòng 4 Cúp FA, nhưng lại phải chịu thất bại 2-1.
Trong mùa giải 1970-71 đội Newport do Bobby Ferguson quản lý đã thiết lập một kỷ lục không mong muốn của Football League khi không thắng bất kỳ trận nào trong số 25 trận đầu tiên của họ, thua 21 trận trong cả quá trình. Trong cùng mùa giải, Newport đã cân bằng thất bại nặng nề nhất của một câu lạc bộ thuộc Football League trước một câu lạc bộ non-league club khi họ thua Barnet 6-1 ở Vòng Một Cúp FA. Kết quả được cải thiện trong mùa giải tiếp theo dưới thời Billy Lucas trong lần thứ ba ông trở thành huấn luyện viên và trong mùa giải 1972-73 Newport chỉ bỏ lỡ cơ hội thăng hạng với số bàn thắng trung bình.
Trong mùa giải 1976-77 đội bóng do Jimmy Scoular quản lý đã thay đổi dải áo thi đấu của họ thành áo sọc xanh nhạt và trắng, quần xanh nhạt và tất trắng giống với đội tuyển quốc gia Argentina nhằm xoay chuyển vận may của họ. Tuy nhiên, đội tiếp tục gặp khó khăn cho đến khi Colin Addison tiếp quản vào tháng 1 năm 1977. Mùa giải được gọi là "cuộc đào thoát vĩ đại" khi County tránh xuống hạng với chiến thắng 1-0 trên sân nhà trước Workington trong trận đấu cuối cùng của mùa giải.

#### Thăng hạng, vinh quang giải cúp và hành trình ở giải đấu châu Âu

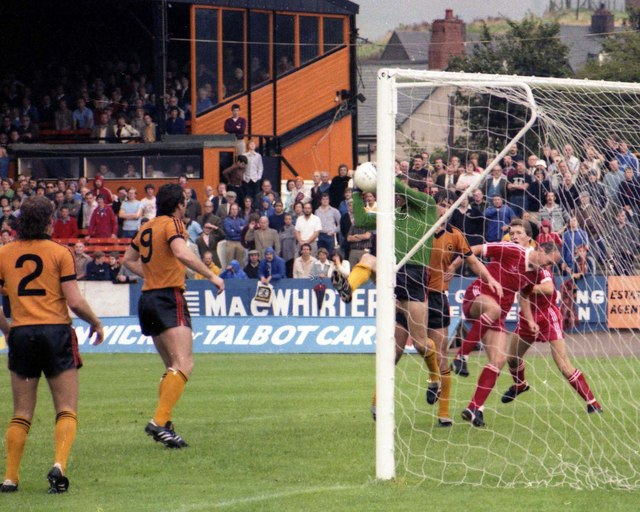
Đội ở nửa trên bảng xếp hạng Newport thi đấu Oxford United trong một trận đấu ở Third Division năm 1981

Những năm 1980 báo trước cả những khoảnh khắc tươi sáng và đen tối nhất trong lịch sử của Newport County. Len Ashurst là huấn luyện viên từ năm 1978 đến năm 1982, thời kỳ thành công nhất của câu lạc bộ trong lịch sử của nó và dưới sự chủ trì của Richard Ford. Trong Cúp FA 1978-79 County đánh bại West Ham United 2-1 ở vòng Ba trước khi thua Colchester United 1-0 trong trận đá lại vòng Bốn. Năm 1980, cuối cùng cũng giành được quyền thăng hạng từ Football League Fourth Division, câu lạc bộ chỉ còn cách chức vô địch năm điểm mặc dù chưa bao giờ tranh chức vô địch và chưa bao giờ đứng đầu. County ấn định sự thăng hạng trong trận đấu cuối cùng của mùa giải với chiến thắng 4-2 trước Walsall đang bay cao. Walsall về nhì trong giải đấu và cũng được thăng hạng.
Đội bóng bao gồm cầu thủ trẻ John Aldridge, người sau này trở thành một trong những cầu thủ ghi nhiều bàn thắng nhất trong lịch sử bóng đá Anh, nổi tiếng nhất với việc giúp Liverpool vô địch First Division năm 1988 và Cúp FA năm 1989, cũng như giúp Oxford United giành hai lần thăng hạng liên tiếp và Football League Cup.
Cũng trong đội giành quyền thăng hạng còn có Tommy Tynan, một trong những tiền đạo hàng đầu ở giải hạng dưới trong thời đại của anh, người đã ghi bàn thắng quan trọng giúp County thăng hạng. Dave Gwyther hoàn tất bộ ba cầu thủ ghi nhiều bàn thắng trong khi đội trưởng Keith Oakes cung cấp sức mạnh cho hàng phòng ngự trung tâm. Sản phẩm của đội trẻ Steve Lowndes và Nigel Vaughan đã tiếp tục khoác áo tuyển Wales. Đây cũng là năm mà County vô địch Cúp bóng đá Wales, giúp họ được chơi ở  European Cup Winners' Cup 1980-81.
European Cup Winners' Cup 1980-81 hóa ra khá sôi động - vòng đầu tiên với Crusaders của Bắc Ireland đã thắng với tỷ số chung cuộc 4-0 (4-0 trên sân nhà và 0-0 trên sân khách). Vòng Hai gặp SK Haugar của Na Uy còn thuyết phục hơn: sau trận hòa 0-0 trên sân khách, lượt đi trên sân nhà thắng 6-0, đưa câu lạc bộ vào tứ kết gặp Carl Zeiss Jena F.C. của Đông Đức. Aldridge đã dính chấn thương trong cả hai trận đấu với Carl Zeiss Jena, mặc dù anh không phải là cầu thủ dự bị trong trận lượt về. Trận tứ kết lượt đi trên sân khách đã được hòa 2-2 với Tommy Tynan ghi cả hai bàn, trong đó có bàn thắng gỡ hòa ở phút 90. Tuy nhiên, dù thống trị trận lượt đi trên sân nhà, Newport vẫn thua 0-1 trước 18.000 khán giả tại Somerton Park, không thể vào bán kết với S.L. Benfica. Carl Zeiss Jena tiếp tục là á quân, khi thua trận chung kết trước Dinamo Tbilisi của  Liên Xô.
Đội hình ra sân ở lượt đi của Newport County gồm cós: 1 Gary Plumley, 2 Richard Walden, 3 John Relish, 4 Grant Davies, 5 Keith Oakes (đội trưởng), 6 Tommy Tynan, 7 Nigel Vaughan, 8 Steve Lowndes, 9 Dave Gwyther, 10 Karl Elsey, 11 Kevin Moore, 12 Neil Bailey, 13 Steve Warriner, 14 Dave Bruton, 15 Bobby Ward, 16 Mark Kendall.
Trong mùa giải 1982-83, Colin Addison, trong lần thứ hai làm huấn luyện viên, đã dẫn dắt Newport County về đích cao nhất sau chiến tranh - thứ 4 ở Huddersfield Town. Huddersfield được thăng hạng Second Division, cùng với nhà vô địch Portsmouth và kình địch địa phương Cardiff City. County đã thực sự đứng đầu bảng vào đầu tháng 4 sau chiến thắng 1-0 trước Cardiff trước 16.052 người hâm mộ tại Somerton Park, nhưng việc chỉ giành được 4 điểm sau 7 trận gần nhất có nghĩa là County đã bỏ lỡ cơ hội thăng hạng. County đối mặt với đội bóng First-Division Everton ở vòng Ba Cúp FA 1982-83. Sau trận hòa 1-1 trên sân Newport, Everton đã giành chiến thắng trong trận đá lại với tỷ số 2-1.
Năm 1986, County lọt vào vòng Ba Cúp FA dưới thời Bobby Smith, thua 2-0 trước Sunderland. Newport lại xuất hiện trong chung kết Cúp bóng đá Wales vào năm 1987 dưới thời huấn luyện viên John Lewis, lần này thua Merthyr Tydfil 1-0 sau một trận đá lại.

#### Rơi tự do và phá sản
Mặc dù lọt vào trận chung kết Cúp bóng đá Wales, County đã bị xuống hạng khỏi giải hạng Ba vào năm 1987 và vào năm 1988 kết thúc ở vị trí cuối cùng của Fourth Division với vỏn vẹn 25 điểm, nghĩa là 60 mùa giải của đội ở Football League đã kết thúc. Họ đã thất bại trong mùa giải đầu tiên ở Conference và cuối cùng đã phá sản vào ngày 27 tháng 2 năm 1989 với khoản nợ 330.000 bảng Anh. Sau đó, họ đã bị trục xuất khỏi Conference vì không hoàn thành các kế hoạch của mình. Hồ sơ của đội (bốn thắng, bảy hòa và 19 điểm sau 29 trận) đã bị xóa sổ.
Chương trình thời sự của BBC Wales, Week in Week Out đã phát sóng một bộ phim tài liệu vào năm 1989 về sự biến động của Quận Newport và chủ sở hữu gây tranh cãi của nó vào thời điểm đó, Jerry Sherman, người Mỹ.

### Từ năm 1989 trở đi

#### Cải cách và lưu vong

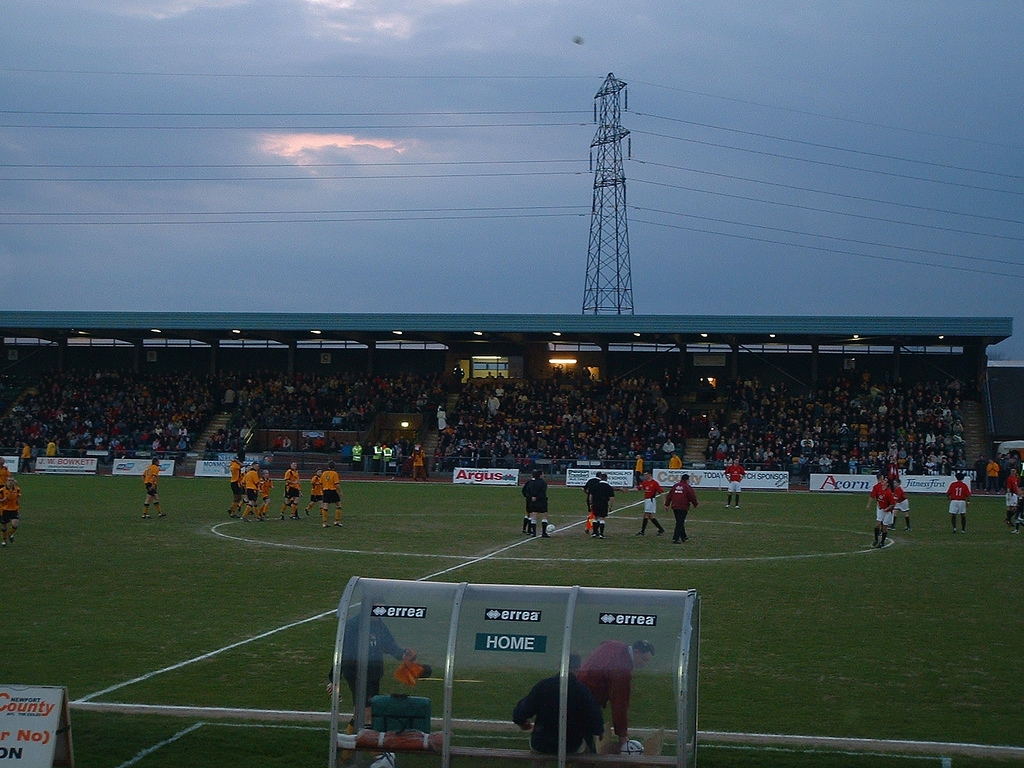
Sân vận động Newport, 2004

Vào tháng 6 năm 1989 câu lạc bộ đã được cải tổ bởi 400 người ủng hộ trong đó có David Hando là chủ tịch; chủ tịch câu lạc bộ sau này. Cựu huấn luyện viên John Relish được tái bổ nhiệm làm quản lý đội bóng và họ được bầu vào Hellenic League (bốn hạng dưới so với Football League). Mục đích chính của câu lạc bộ là giành lại vị thế Football League đã mất vào năm 1988. Câu lạc bộ lấy tên là "Newport A.F.C." và lấy biệt danh The Exiles, do phải thi đấu các trận đấu trên sân nhà cho mùa giải 1989-90 tại sân London Road ở thị trấn Moreton-in-Marsh phía bắc của Gloucestershire, cách Newport 80 dặm (130 km) về phía đông bắc. Hội đồng Newport coi công ty mới là sự tiếp nối của công ty cũ và từ chối cho phép công ty này sử dụng Somerton Park với lý do chưa trả tiền thuê.
Newport giành cú đúp Hellenic, thăng hạng lên Southern League. Sau các mùa giải 1990-91 và 1991-92 trở về sân nhà ở Newport tại Somerton Park, Hiệp hội bóng đá Wales (FAW) đã ký hợp đồng với họ thêm hai mùa giải lưu vong ở Anh, chung sân Meadow Park của Gloucester City trong các mùa giải 1992-93 và 1993-94. Câu lạc bộ đã buộc phải dùng đến hành động pháp lý để bảo vệ mình khỏi bị buộc ra khỏi hệ thống giải bóng đá Anh bởi thư ký FAW Alun Evans, người đang quảng bá cho giải vô địch quốc gia xứ Wales đầu tiên được thành lập cho mùa giải 1992-93. Vụ kiện đó đã được chứng minh là thành công, với phán quyết mang tính bước ngoặt của Tòa án Tối cao cho phép họ có một ngôi nhà lâu dài ở Newport tại Sân vận động Newport mới được xây dựng sau đó.
Mùa giải đầu tiên của câu lạc bộ trở lại Newport, mùa giải 1994-95 dưới sự dẫn dắt của huấn luyện viên Graham Rogers, đã chứng kiến họ được thăng hạng lên Southern League Premier Division, sau khi vô địch Midland Division Championship với cách biệt 14 điểm. Trên con đường đến với chức vô địch đó, câu lạc bộ đã lập kỷ lục sau đó cho Southern League khi thắng 14 trận liên tiếp.

#### Tiến bộ hơn nữa
Năm 1999, câu lạc bộ lấy lại tên Newport County A.F.C.
Vào mùa giải 2001-02, đội bóng do Tim Harris quản lý đã lọt vào vòng Một Cúp FA lần đầu tiên kể từ khi câu lạc bộ được cải tổ, cầm hòa đội bóng Second Division Blackpool.  Cầm hòa họ với tỷ số 2-2 trên sân khách, County thua trận đá lại trên sân nhà với tỷ số 4-1 sau hiệp phụ. Mùa giải tiếp theo, được quản lý bởi Peter Nicholas, Newport lọt vào trận chung kết FAW Premier Cup đánh bại Swansea City và Cardiff City trên đường đi trước khi thua 6-1 trong trận chung kết trước Wrexham.

#### Conference South
Việc tái tổ chức sau đó của các giải bóng đá không thuộc liên đoàn đã chứng kiến County giành vị trí của họ trong mùa giải khai mạc 2004-05 của Conference South, một trong hai hạng đấu trung chuyển của Football Conference. Peter Beadle được bổ nhiệm làm huấn luyện viên vào tháng 10 năm 2005 và trong mùa giải 2006-07 Newport một lần nữa lọt vào vòng đầu tiên của Cúp FA nhưng để thua 3-1 trước Swansea City với bàn thắng duy nhất của Newport đến từ người tốt nghiệp học viện Yusuf Ali. Cũng trong mùa giải đó, Newport lần thứ hai lọt vào trận chung kết của FAW Premier Cup for the second time, đánh bại Wrexham trên đường đi nhưng lại thua TNS 1-0 trong trận chung kết. Mùa giải 2006-07, Newport chỉ xếp dưới một vị trí dưới vòng loại trực tiếp sau khi để thua 2-1 trước Cambridge City vào vòng cuối cùng của mùa giải.
Trong mùa giải 2007-08, Newport đã giành được FAW Premier Cup lần cuối cùng khi đánh bại Llanelli 1-0 trong trận chung kết, giành tổng cộng một trong ba trận chung kết. Trong mùa giải thứ hai liên tiếp, một trận thua ngày trước đã ngăn County lọt vào vòng loại trực tiếp của Conference South. Vào tháng 4 năm 2008 Peter Beadle bị sa thải khỏi vị trí quản lý câu lạc bộ, và được thay thế bởi Dean Holdsworth.
Trong mùa giải đầu tiên cầm quân, Holdsworth đã dẫn dắt Newport cán đích ở vị trí thứ 10 trong giải đấu, mặc dù khởi đầu không tốt.
Newport đã đứng đầu giải đấu vào tháng 9 của mùa giải 2009-10 avà giữ vững vị trí dẫn đầu trong phần còn lại của mùa giải. Chức vô địch đã giành được vào tháng 3 năm 2010 sau khi đánh bại Havant and Waterlooville với tỷ số 2-0 tại Sân vận động Newport với bảy trận đấu còn lại. Chiến thắng này đã đưa họ trở thành đội đầu tiên của các giải bóng đá Anh giành được quyền thăng hạng trong mùa giải 2009-10. County kết thúc mùa giải với thành tích 103 điểm tại Conference South, hơn đối thủ gần nhất là Dover Athletic. Craig Reid là vua phá lưới giải đấu với 24 bàn thắng trong mùa giải..

#### Conference Premier
Newport County đã được thăng hạng lên Conference Premier cho mùa giải 2010-11, cấp độ mà họ đã chơi trước khi phá sản vào năm 1989. Dean Holdsworth rời Newport County để trở thành huấn luyện viên của câu lạc bộ League Two Aldershot Town vào ngày 12 tháng 1 năm 2011 với Newport County trong vị trí thứ năm trong bảng Conference Premier. Huấn luyện viên đội dự bị của Tottenham Hotspur, Anthony Hudson được công bố là huấn luyện viên mới vào ngày 1 tháng 4 năm 2011. Đội đã kết thúc mùa giải đầu tiên trở lại giải đấu Conference Premier ở vị trí thứ 9.
Sau một khởi đầu tệ hại cho mùa giải 2011-12 với đội bóng cuối cùng trong bảng sau khi chỉ giành được một chiến thắng duy nhất trong số 12 trận đầu tiên, Hudson bị sa thải vào ngày 28 tháng 9 năm 2011. Ông được thay thế bằng Justin Edinburgh với nhiệm vụ cứu County khỏi xuống hạng. Dưới thời Edinburgh, County kết thúc ở vị trí thứ 19 và do đó duy trì trạng thái Conference Premier. Họ cũng lọt vào Chung kết FA Trophy 2012 và lần đầu tiên xuất hiện trên Sân vận động Wembley trùng với lễ kỷ niệm 100 năm thành lập câu lạc bộ. County thua chung cuộc 2-0 trước York City, đội đã giành quyền thăng hạng lên Football League một tuần sau đó trong trận play-off Wembley.

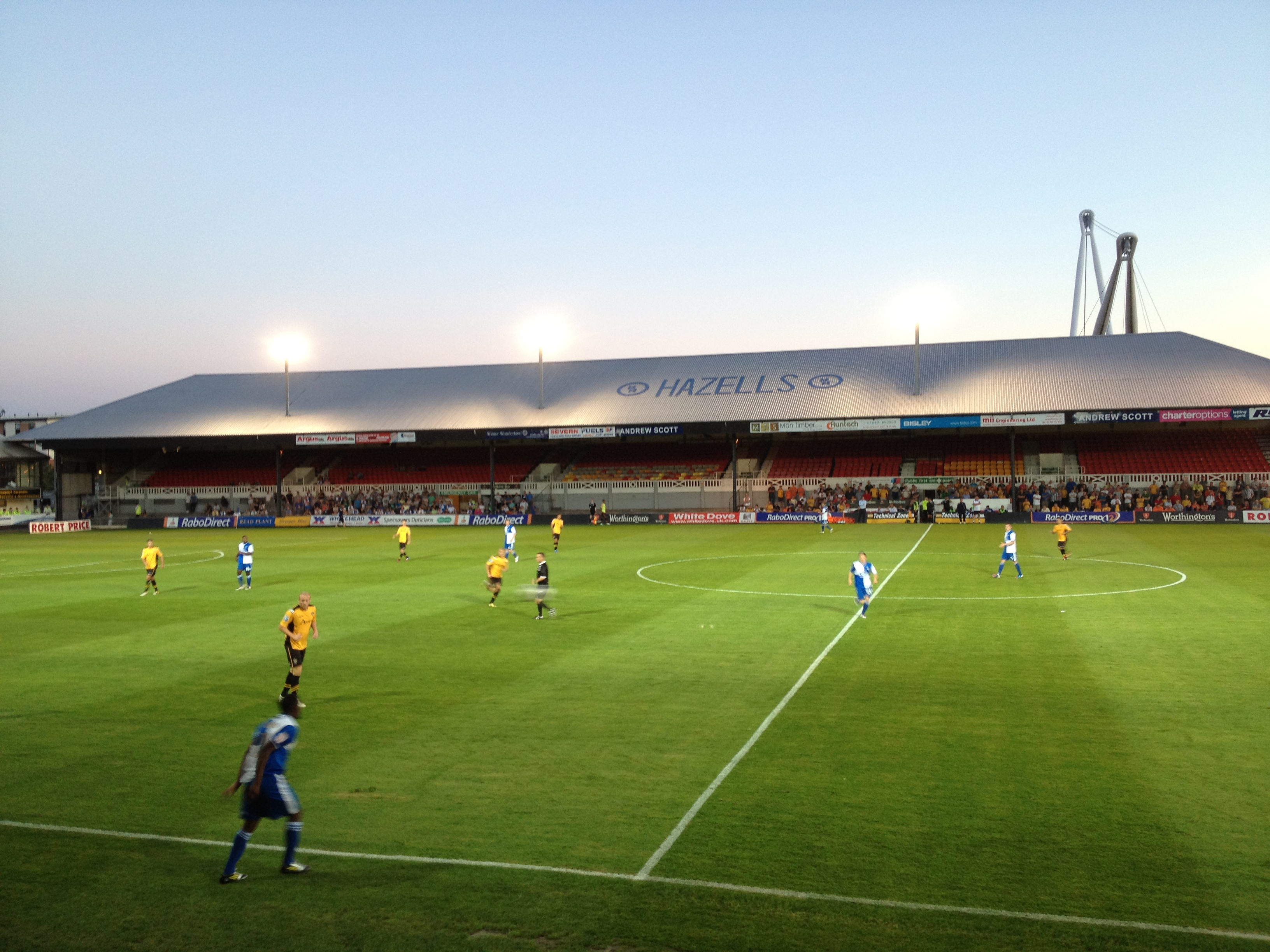
Rodney Parade

Vào tháng 5 năm 2012, Newport County thông báo rằng họ đã đồng ý một thỏa thuận để chuyển đến sân vận động bóng bầu dục của thành phố, Rodney Parade. Vào tháng 8 năm 2012, người trúng xổ số EuroMillions, Les Scadding, đã kế nhiệm Chris Blight làm chủ tịch câu lạc bộ. Vào tháng 2 năm 2013, hợp đồng thuê thêm 10 năm để chơi tại Rodney Parade đã được ký kết.
Mùa giải 2012-13 chứng kiến Newport County đứng thứ ba trong giải đấu Conference Premier, lần đầu tiên lọt vào vòng play-off. Chiến thắng chung cuộc 2-0 trước Grimsby Town trong trận bán kết play-off hai lượt trận đã giúp Newport County lọt vào Chung kết play-off Conference Premier 2013 trên Sân vận động Wembley. Trận chung kết gặp Wrexham là trận chung kết Wembley đầu tiên có sự góp mặt của hai đội bóng xứ Wales, và Newport County đã giành chiến thắng 2-0 để trở lại Football League sau 25 năm vắng bóng để thăng hạng lên League Two.
County đã được trao giải Tự do Thành phố Newport vào ngày 17 tháng 8 năm 2013 để công nhận thành tích này.

#### Trở lại League Two, 2013-2017
Khi trở lại Football League vào mùa giải 2013-14, Newport County đã về đích ở vị trí thứ 14 League Two. Vào ngày 7 tháng 2 năm 2015, với Newport County ở vị trí thứ sáu trong League Two, đã được xác nhận rằng Justin Edinburgh đã được bổ nhiệm làm huấn luyện viên tại Gillingham. Jimmy Dack đã thăng chức từ trợ lý giám đốc câu lạc bộ lên người quản lý chăm sóc và sau đó được bổ nhiệm làm người quản lý cho đến cuối mùa giải 2014-15. Vào ngày 29 tháng 4, Dack nói rằng ông đã được đề nghị làm việc của người quản lý sau khi kết thúc mùa giải nhưng ông đã quyết định sẽ tiếp tục sau trận đấu cuối cùng. Newport ã kết thúc mùa giải 2014-15 ở vị trí thứ 9 trong League Two. Terry Butcherđược bổ nhiệm làm huấn luyện viên vào ngày 30 tháng 4 năm 2015. Vào ngày 18 tháng 6 năm 2015, Les Scadding từ chức chủ tịch và giám đốc của Quận Newport.
Vào ngày 1 tháng 10 năm 2015 Newport County Supporters 'Trust đã tiếp nhận quyền sở hữu câu lạc bộ. Butcher bị sa thải trong cùng ngày, khi Newport xếp cuối League Two sau khi chỉ giành được 5 điểm sau 10 trận đầu tiên của mùa giải 2015-16. John Sheridan được bổ nhiệm làm quản lý đội vào ngày 2 tháng 10 năm 2015 cho đến khi kết thúc mùa giải 2015-16 và kết quả đã được cải thiện. Sheridan từ chức vào ngày 13 tháng 1 năm 2016 chỉ sau 14 trận đấu tại giải đấu để đảm nhận công việc huấn luyện viên tại Oldham Athletic. Trợ lý Warren Feeney được thăng chức làm huấn luyện viên đội vào ngày 15 tháng 1 năm 2016 với Andy Todd được bổ nhiệm làm trợ lý. Vào ngày 18 tháng 1 năm 2016, County thua 2-1 trước đội bóng Championship Blackburn Rovers ở Cúp FA; Lần đầu tiên Newport lọt vào vòng Ba Cúp FA kể từ năm 1986. Khởi đầu thuận lợi giúp Feeney giành được 21 điểm sau 12 trận đầu tiên nhưng kết quả sau đó trở nên tồi tệ. Newport kết thúc mùa giải ở vị trí thứ 22 trong League Two, tránh xuống hạng.
Feeney và Todd bị Newport sa thải vào ngày 28 tháng 9 năm 2016 khi Newport County đứng cuối League Two khi chỉ giành được sáu điểm sau chín trận đầu tiên của mùa giải 2016-17. Huấn luyện viên đội một Sean McCarthy và cầu thủ / huấn luyện viên thủ môn James Bittner được bổ nhiệm làm huấn luyện viên tatmj quyền chung. Có hiệu lực từ ngày 10 tháng 10 năm 2016 Graham Westley được bổ nhiệm làm quản lý đội bóng cùng với Dino Maamria là trợ lý và McCarthy bị câu lạc bộ thanh lý hợp đồng. Vào ngày 9 tháng 3 năm 2017 Westley và Maamria đã bị sa thải với Newport 11 điểm ở cuối bảng League Two.

#### Tiến bộ dưới thời Mike Flynn, 2017-nay
Sau sự ra đi của Westley, huấn luyện viên đội một Mike Flynn được bổ nhiệm làm huấn luyện viên tạm quyền cho 12 trận đấu còn lại của mùa giải 2016-17 và Wayne Hatswell trở lại câu lạc bộ với tư cách trợ lý huấn luyện viên. Một sự phục hồi đáng kể giúp Newport tránh xuống hạng, được ấn định bằng chiến thắng 2-1 ở ngày cuối cùng của mùa giải trên sân nhà trước Notts County trong trận đấu chung kết của mùa giải, 'cuộc vượt ngục vĩ đại' thứ hai trong lịch sử câu lạc bộ, sau trận đấu của mùa giải 1976-77.
Vào ngày 9 tháng 5 năm 2017 Flynn được bổ nhiệm làm huấn luyện viên chính thức theo hợp đồng hai năm. Vào ngày 7 tháng 1 năm 2018, chiến thắng 2-1 trên sân nhà trước câu lạc bộ Championship Leeds United ở vòng 3 Cúp FA đồng nghĩa với việc Newport tiến vào vòng Bốn Cúp FA lần đầu tiên kể từ Cúp FA 1978-79. Ở vòng đấu sau, câu lạc bộ được bốc thăm thi đấu trên sân nhà trước câu lạc bộ Premier League Tottenham Hotspur. Vào ngày 27 tháng 1 năm 2018, Newport đã có được một trận hòa 1-1 đáng nhớ để buộc phải đá lại trên sân nhà tạm thời của Tottenham là Sân vận động Wembley. Trận hòa đánh dấu lần đầu tiên Spurs không thể đánh bại một đội hạng tư kể từ trận hòa tại Hereford United vào tháng 1 năm 1996. Đây cũng là lần đầu tiên County tránh được thất bại trước Spurs, sau 4 lần gặp nhau trước đó. Tottenham thắng trận đá lại với tỷ số 2-0. County kết thúc mùa giải 2017-18 ở vị trí thứ 11 trong League Two.
Newport đã bắt đầu mùa giải 2018-19 một cách đáng tin cậy, giành được 23 điểm sau 10 trận đầu tiên của họ, chỉ để thua hai lần. Vào ngày 6 tháng 1 năm 2019, County giành chiến thắng trên sân nhà ở vòng Ba Cúp FA trước câu lạc bộ Premier League Leicester City 2-1. Vòng Bốn bốc thăm Newport thi đấu sân khách với câu lạc bộ Championship Middlesbrough vào ngày 26 tháng 1 năm 2019, trong đó họ có được trận hòa 1-1, tiếp tục giành chiến thắng trong trận đấu lại trên sân nhà với tỷ số 2-0 vào ngày 5 tháng 2 năm 2019. County tiến vào trận đấu quan trọng nhất trong lịch sử hiện đại của câu lạc bộ, Vòng Năm Cúp FA mà họ đã không đạt được kể từ năm 1949. The Exiles đã được tưởng thưởng cho thành công của họ với trận đấu trên sân nhà trước đương kim vô địch Premier League Manchester City. County thua trận với tỷ số 4-1 khi tiền đạo Pádraig Amond ghi bàn thắng muộn. Amond đã kết thúc cuộc cạnh tranh với tư cách là đồng vua phá lưới với tiền đạo Man City Gabriel Jesus.
đã kết thúc mùa giải 2018-19 ở vị trí thứ 7 trong League Two, do đó đủ điều kiện tham dự vòng play-off League Two. Trong trận bán kết với Mansfield Town, Newport đã hòa trận lượt đi 1-1 trên sân nhà, hòa trận lượt về với tỷ số 0-0 trên sân Mansfield và sau đó giành chiến thắng trong loạt sút luân lưu bán kết. Trong trận chung kết play-off League Two tại Sân vận động Wembley vào ngày 25 tháng 5 năm 2019, Newport đã để thua Tranmere Rovers với tỷ số 1-0, sau một bàn thắng ở phút 119.
Vào ngày 27 tháng 8 năm 2019, Newport County đối mặt với West Ham United của Premier League ở vòng Hai Cúp EFL, thua với tỷ số 2-0. Newport cũng lọt vào bán kết EFL Trophy, để thua Salford City trên chấm luân lưu vào ngày 19 tháng 2 năm 2020.
Mùa giải 2019-20 đã bị tạm dừng vào ngày 13 tháng 3 năm 2020 do Đại dịch COVID-19 tại Vương quốc Liên hiệp Anh và Bắc Ireland, với Newport đứng thứ 15 ở League Two. Đại dịch cũng có nghĩa là một kế hoạch cải tạo lại sân tại Rodney Parade đã bị hoãn lại. Câu lạc bộ giảm lương các cầu thủ, đội ngũ quản lý và hầu hết các nhân viên để "bảo vệ khả năng tài chính lâu dài" của câu lạc bộ. Vào ngày 1 tháng 6 năm 2020, cố vấn quản lý ba năm của câu lạc bộ, Lennie Lawrence, chuyển sang đảm nhiệm vị trí tương tự tại Stevenage Mùa giải League Two chính thức chấm dứt vào ngày 9 tháng 6 năm 2020. Điểm mỗi trận sau đó được thông qua để xác định bảng cuối cùng của League Two với Newport County tăng một bậc lên thứ 14 trên BXH. Chủ tịch câu lạc bộ Gavin Foxall tuyên bố rằng họ dự kiến sẽ mất 40% thu nhập do hậu quả của các ràng buộc COVID-19 tiếp tục. Vào ngày 15 tháng 6 năm 2020, câu lạc bộ đã mất đội trưởng và tay săn bàn của 'cuộc đại thoát' năm 2017 Mark O'Brien phải nghỉ hưu sớm, sau khi anh ta được cho là cần phải phẫu thuật tim thêm.

## Nhà sản xuất trang phục và nhà tài trợ
| Giai đoạn | Nhà sản xuất trang phục    | Nhà tài trợ áo đấu        |
| --------- | -------------------------- | ------------------------- |
| 1974-1975 | Adidas                     | Không                     |
| 1975-1976 | Không                      | Không                     |
| 1976-1977 | Bukta                      | Không                     |
| 1977-1979 | Adidas                     | Không                     |
| 1982-1983 | Patrick                    | Không                     |
| 1983-1985 | Patrick                    | South Wales Argus         |
| 1985-1989 | Spall                      | South Wales Argus         |
| 1989      | Scoreline                  | JLA                       |
| 1989-1990 | Umbro                      | AFG Newport, Newport Ford |
| 1990-1991 | Không                      | Không                     |
| 1991-1992 | Balan Sports International | Pirelli Cables            |
| 1992-1993 | Balan Sports International | George Ford Motor Spares  |
| 1993-1994 | Không                      | Tom Witton Carpets        |
| 1994-1995 | ProStar                    | Courage Best Bitter       |
| 1995-1996 | Edwards Sports             | Empress Car Sales         |
| 1996-1997 | Edwards Sports             | CableTel                  |
| 1997-1998 | ICIS                       | Không                     |
| 1998-1999 | ICIS                       | David McLean Homes        |
| 1999-2007 | Errea                      | Acorn Recruitment         |
| 2007-2009 | Joma                       | Acorn Recruitment         |
| 2009-2011 | Lotto                      | Acorn Recruitment         |
| 2011-2013 | Macron                     | Acorn Recruitment         |
| 2013-2014 | Macron                     | 32Red                     |
| 2014-2017 | Macron                     | Mr. Tom                   |
| 2017-2018 | FBT                        | Mr. Tom                   |
| 2018-2019 | FBT                        | Interbet                  |
| 2019-2020 | FBT                        | Paddy Power               |
| 2020-     | Hummel                     | TBD                       |

## Sở hữu

A timeline showing the past and present directors of the club, and their tenure(s).

Vào năm 2015, sau khi đại cổ đông Les Scadding bán câu lạc bộ cho những người ủng hộ, Newport County Supporters Society Limited được thành lập với sự hướng dẫn của Chính phủ Vương quốc Anh với tổ chức từ thiện Supporters Direct. Hiệp hội được thành lập như một quỹ tín thác với một hội đồng được bầu chọn, các cuộc bầu cử hàng năm, các đại hội cổ đông thường kỳ và quyền sở hữu người ủng hộ có tính phí.
Là một Hiệp hội đã đăng ký theo Đạo luật Hiệp hội vì lợi ích cộng đồng và hợp tác năm 2014) nhóm đã mua lại phần lớn cổ phần trong cơ quan giao dịch của câu lạc bộ bóng đá, Newport Association Football Club Limited.
Kết quả của mô hình này, những thành viên ủng hộ tin tưởng bầu ra một hội đồng quản trị từ 6 đến 12 Giám đốc. Hội đồng quản trị đã thành lập rằng sẽ hoạt động với 9 giám đốc, với mô hình hỗn hợp giữa các giám đốc được bầu và đồng lựa chọn (không được bầu chọn). Các giám đốc được bầu với nhiệm kỳ ba năm. Vào năm 2017, Peter Madigan và Mark Crook được chọn làm đạo diễn không được bầu chọn.
Vào năm 2017, một lá thư từ chức bị rò rỉ của giám đốc Charlie Hopkins đã đưa ra những cáo buộc chống lại một số giám đốc đang phục vụ đã bị Ủy ban Tín thác bác bỏ.

## Cổ động viên

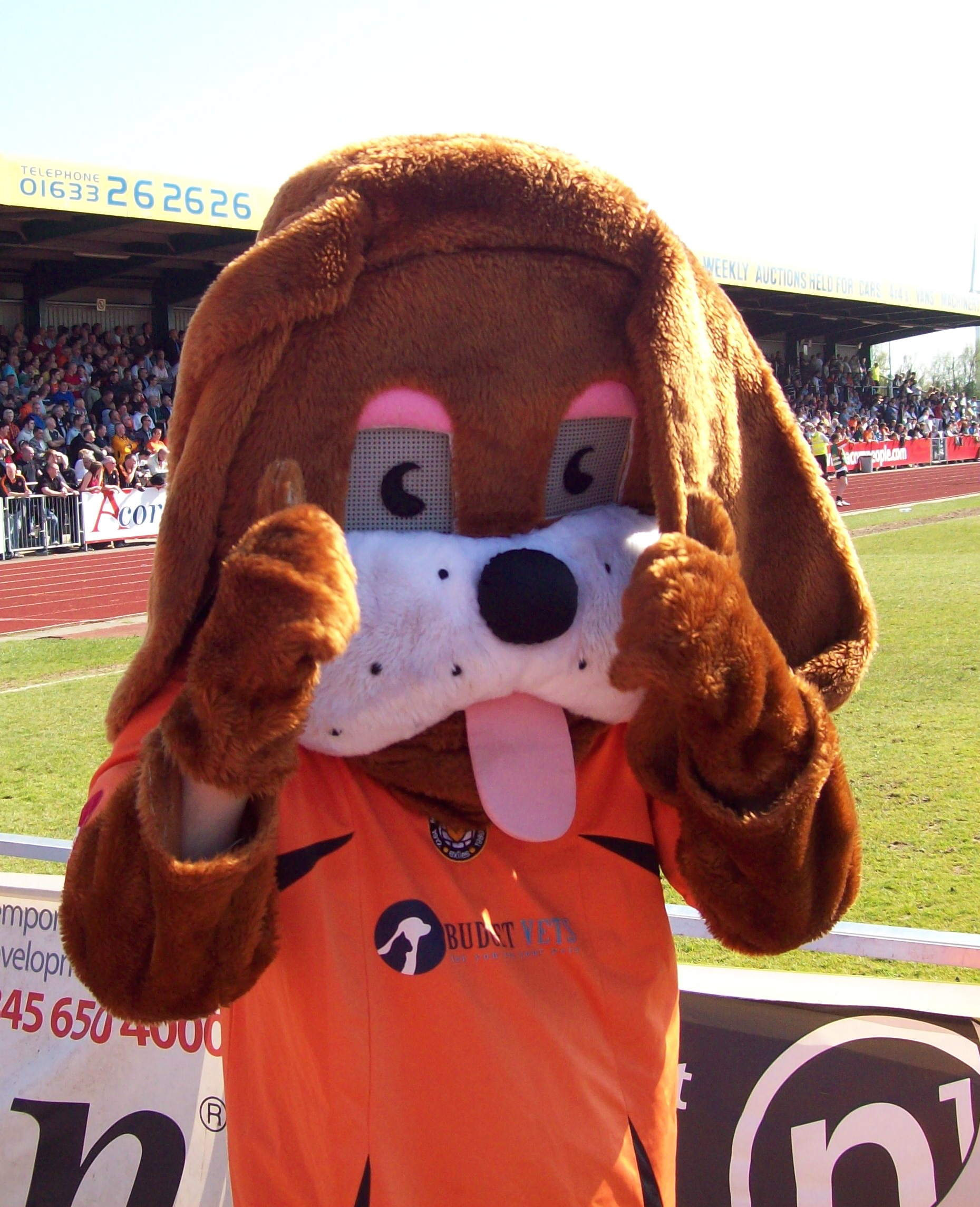
Linh vật câu lạc bộ, chú chó Spytty

Newport County thu hút sự hỗ trợ chính từ thành phố Newport mà còn từ khu vực Monmouthshire lịch sử rộng lớn xung quanh, như được phản ánh trong tên câu lạc bộ ban đầu của Newport & Monmouth County A.F.C. Những người ủng hộ câu lạc bộ tự gọi mình là Amber Army, liên quan đến màu sắc truyền thống của câu lạc bộ và màu sắc thể thao được liên kết rộng rãi hơn với Newport. Kể từ năm 2009, câu lạc bộ đã vận hành dịch vụ bình luận radio trên Internet phổ biến và thành công cho những người ủng hộ.
Bài hát không chính thức của những người ủng hộ là Come on the County, do Ken Buck và Eric Thomas viết. Được phát hành lần đầu vào năm 1973, nó đã được thu âm lại vào năm 1999 và 2010. Bản phát hành năm 1999 bao gồm bài hát Carl Zeiss Jena của ban nhạc Newport Flyscreen, kỷ niệm chiến dịch châu Âu năm 1981 của County. Bản phát hành năm 2010 bao gồm bản làm lại của Come on the County bbởi The Tenant Supermen, những người hâm mộ nhiệt thành của County. Đối với trận chung kết FA Trophy 2012, ca sĩ kiêm nhạc sĩ Tracey Curtis đã viết và phát hành bài hát A Hundred Years of Football (And We're Off To Wembley).
Trong những năm 1970 và 1980, nghệ sĩ hài Frank Carson được bổ nhiệm làm giám đốc và phó chủ tịch để nâng tầm danh tiếng của câu lạc bộ. Rapper từ Newport Goldie Lookin' Chain là những người ủng hộ câu lạc bộ và là nhà tài trợ áo đấu của đội cho các trận đấu FAW Premier Cup mùa giải 2004-05.

### Mối kình địch
Người hâm mộ County coi đối thủ chính của họ là đối thủ Cardiff City của South Wales, tuy nhiên, hai bên hiếm khi gặp nhau kể từ những năm 1980 do khoảng cách giải đấu giữa họ. Các đối thủ khác, ở một mức độ thấp hơn, bao gồm các đối thủ xứ Wales như Swansea City và Wrexham cũng như các đối thủ địa phương tương đối là Bristol Rovers, Cheltenham Town và Forest Green Rovers. Một trận đấu năm 2017 với Swindon Town đã chứng kiến những người hâm mộ đối lập xung đột trước và sau trận đấu ở trung tâm thị trấn Swindon. Trước trận đấu tại Rodney Parade in January 2020, Swindon vào tháng 1 năm 2020, người hâm mộ Swindon đã bị quay cảnh ném giấy vệ sinh và hộp đựng đồ uống bên ngoài một quán rượu ở trung tâm thành phố Newport.
Trong những ngày của County ở non-league, Merthyr Tydfil và Bath City được coi là kình địch. County. County cũng từng duy trì mối quan hệ kình địch với Hereford Tuy nhiên, câu lạc bộ đã ngừng hoạt động vào năm 2014 và một câu lạc bộ mới, Hereford FC được thành lập. Câu lạc bộ mới và County vẫn chưa gặp nhau.

### Bar Amber
Vào tháng 8 năm 2018, Supporters Trust của câu lạc bộ đã tiếp quản Ivy Bush Inn gần đó trên Clarence Place. Quán rượu gần đây đã bị thu hồi giấy phép vì một trang trại trồng cần sa bất hợp pháp được tìm thấy ở các tầng trên của tòa nhà. Kể từ khi mở cửa, địa điểm đã trở thành một địa điểm bận rộn cho những người ủng hộ câu lạc bộ đến tận hưởng những ngày thi đấu, cũng như tổ chức các sự kiện cộng đồng khác. Nó có các kỷ vật và đồ trang trí liên quan đến Newport County, cũng như các đội bóng bầu dục Dragons và Newport RFC. Tất cả lợi nhuận từ quầy bar sẽ được chuyển đến Quỹ ủng hộ và duy trì câu lạc bộ bóng đá.

## Cầu thủ

### Đội hình hiện tại
Tính đến 2 tháng 9 năm 2020
Ghi chú: Quốc kỳ chỉ đội tuyển quốc gia được xác định rõ trong điều lệ tư cách FIFA. Các cầu thủ có thể giữ hơn một quốc tịch ngoài FIFA.
| Số | VT | Quốc gia         | Cầu thủ           |
| -- | -- | ---------------- | ----------------- |
| 1  | TM | Wales            | Tom King          |
| 2  | HV | Anh              | Daniel Leadbitter |
| 3  | HV | Anh              | Ryan Haynes       |
| 4  | TV | Anh              | Joss Labadie      |
| 5  | HV | Anh              | Kyle Howkins      |
| 7  | TV | Anh              | Robbie Willmott   |
| 8  | TV | Anh              | Matt Dolan        |
| 9  | TĐ | Cộng hòa Ireland | Pádraig Amond     |
| 10 | TV | Wales            | Josh Sheehan      |
| 12 | HV | Wales            | Ash Baker         |
| 14 | TĐ | Anh              | Ade Azeez         |
| 15 | TĐ | Anh              | Tristan Abrahams  |

| Số | VT | Quốc gia | Cầu thủ                              |
| -- | -- | -------- | ------------------------------------ |
| 17 | HV | Anh      | Scot Bennett                         |
| 21 | TĐ | Wales    | Lewis Collins                        |
| 28 | HV | Anh      | Mickey Demetriou                     |
| 30 | TM | Anh      | Nick Townsend                        |
| 39 | TĐ | Wales    | Ryan Hillier                         |
| 47 | HV | Anh      | Joe Woodiwiss                        |
| —  | TĐ | Anh      | Ryan Taylor                          |
| —  | HV | Anh      | David Longe-King                     |
| —  | TĐ | Gambia   | Saikou Janneh (mượn từ Bristol City) |
| —  | HV | Wales    | Liam Shephard                        |
| —  | TĐ | Anh      | Scott Twine (mượn từ Swindon Town)   |

### Cho mượn
Ghi chú: Quốc kỳ chỉ đội tuyển quốc gia được xác định rõ trong điều lệ tư cách FIFA. Các cầu thủ có thể giữ hơn một quốc tịch ngoài FIFA.
| Số | VT | Quốc gia | Cầu thủ                                         |
| -- | -- | -------- | ----------------------------------------------- |
| 20 | TĐ | Anh      | Corey Whitely (cho mượn đến Boreham Wood)       |
| 26 | HV | Anh      | Marvel Ekpiteta (cho mượn đến Ebbsfleet United) |

### Học viện trẻ
Glyn Jones được bổ nhiệm làm giám đốc Học viện Thanh thiếu niên Newport County vào năm 1997. Năm 1998 Newport County thành lập quan hệ đối tác với Hội đồng Thành phố Newport và câu lạc bộ có chương trình phát triển thanh thiếu niên với khoảng 50 học sinh có trụ sở tại Trường Trung học Llanwern.
Đội thi đấu trong U-18 Football League Youth Alliance. Một số học viên tốt nghiệp học viện đã tiến lên đội hình chính bao gồm Andrew Hughes, Lee Evans, Regan Poole, Aaron Collins, Tom Owen-Evans, Kieran Parselle và Lewis Collins.
Trong mùa giải 2001-02, các cầu thủ trẻ của County đã vô địch English Schools' Football Association under-19 trophy dưới biểu ngữ của Trường trung học Hartridge. Trong mùa giải 2004-05, họ đã giành được FAW Youth Cup.
Vào tháng 5 năm 2014 Glyn Jones được Mike Flynn kế nhiệm sau 17 năm làm giám đốc học viện. Vào năm 2015, tổ chức học viện đã được tái cấu trúc để tuân thủ các yêu cầu của FA và vào tháng 6 năm 2015 Grant Kalahar được bổ nhiệm vào vai trò quản lý cấp cao của học viện. Kalahar rời học viện vào cuối mùa giải 2015-16 với Byron Anthony được bổ nhiệm làm quản lý học viện.
Newport County là nhà vô địch của Football League Youth Alliance trong mùa giải 2016-17.
Byron Anthony từ chức vào tháng 11 năm 2018. Huấn luyện viên Stevenage, Jorden Gibson được bổ nhiệm làm Giám đốc Học viện Newport County vào tháng 6 năm 2019 nhưng ông đã từ chức vào ngày 11 tháng 9 năm 2019 sau một cuộc điều tra nội bộ sau một cuộc xung đột với một cầu thủ đội trẻ. Vào tháng 12 năm 2019, Damien Broad được thăng chức trong nội bộ thành giám đốc học viện.

### Cựu cầu thủ nổi bật
Đối với tất cả các cầu thủ Newport County có bài viết trên Wikipedia, xem Thể loại:Cầu thủ bóng đá Newport County A.F.C..

## Ban huấn luyện
| Vị trí                                     | Nhân viên                 |
| ------------------------------------------ | ------------------------- |
| Huấn luyện viên                            | Michael Flynn             |
| Trợ lý huấn luyện viên                     | Wayne Hatswell            |
| First Team Management Consultant           | Trống                     |
| Giám đốc điều hành bóng đá                 | Lucy Kelly                |
| First-team physio                          | Tom Gittoes               |
| Huấn luyện viên thủ môn                    | James Hollman             |
| First-team lead sport scientist            | Kyler Burns               |
| Huấn luyện viên thể lực                    | Connor Neeson             |
| First-team strength and conditioning coach | Patrick Foley             |
| First-team lead performance analyst        | Jason Windsor             |
| Giám đốc Học viện                          | Dominic Mahoney           |
| Giám đốc Tuyển dụng Học viện               | Jason Holmes              |
| Quản lý học viện                           | Damien Broad              |
| Huấn luyện viên học viện                   | Ben Stait Declan Flanagan |

## Danh hiệu và thành tích
Football League Third Division South (cấp 3)
- Vô địch 1938-39

Football League Fourth Division (cấp 4)
- Thăng hạng ở vị trí thứ 3: 1979-80

Conference National (cấp 5)
- Thắng play-off: 2013

Conference South (cấp 6)
- Vô địch 2009-10

Southern League Midland Division
- Vô địch 1994-95
- Thăng hạng ở vị trí thứ 2: 1998-99

Hellenic League
- Vô địch 1989-90

FA Trophy
- Á quân: 2012

Welsh Cup
- Vô địch: 1980
- Á quân: 1963, 1987

FAW Premier Cup
- Vô địch: 2008
- Á quân: 2003, 2007